# Carex woodii
Espèce
Classification phylogénétique
Carex woodii est une espèce de plantes du genre Carex et de la famille des Cyperaceae.